# Kopaninský potok (přítok Plesné)
Kopaninský potok je drobný vodní tok v Krušných horách a Chebské pánvi v okrese Cheb v Karlovarském kraji. Je levostranným přítokem Plesné. Délka toku měří 2,8 km.

## Průběh toku
Potok pramení v Krušných horách v přírodním parku Leopoldovy Hamry nad vesnicí Kopanina, částí obce Nový Kostel, v nadmořské výšce 580 m. U severního okraje Kopaniny, vysoko nad pravým břehem potoka, rostou dva památné stromy pojmenované jako Buky v Kopanině. Jižním směrem pokračuje potok k okraji přírodní parku. V Kopanině, v údolí pod kostelem svatého Jiří a svatého Jiljí, podtéká silnici, opouští území přírodního parku i Krušné hory a vtéká do Chebské pánve. Nedaleko ranče Golden River Ranch v Mlýnku, části obce Nový Kostel, se vlévá zleva do Plesné.